# Ranguevaux
Ranguevaux är en kommun i departementet Moselle i regionen Grand Est (tidigare regionen Lorraine) i nordöstra Frankrike. Kommunen ligger i kantonen Hayange som tillhör arrondissementet Thionville-Ouest. År 2022 hade Ranguevaux 901 invånare.

## Befolkningsutveckling
Antalet invånare i kommunen Ranguevaux
| Referens: INSEE |